# زویو
زویو (به ایتالیایی: Zevio) یک کومونه در ایتالیا است که در استان ورونا واقع شده‌است.

## خصوصیات
زویو ۵۵٫۰ کیلومترمربع مساحت و ۱۴٬۹۳۲ نفر جمعیت دارد و ۳۱ متر بالاتر از سطح دریا واقع شده‌است.

## خواهرخوانده
شهر آربوریا خواهرخواندهٔ زویو هست.